# Philippe Buchez
Philippe Joseph Benjamin Buchez (31 de marzo de 1796, Matagne-la-Petite - 11 de agosto de 1865, Rodez) fue un político, historiador y sociólogo sansimoniano francés, impulsor de las cooperativas y fundador del diario L’Atelier.

## Infancia
Buchez nació en 1796 en Matagne-la-Petite, entonces departamento de Ardennes, actualmente pertenece a Bélgica, en la provincia de Namur, pero sus padres vivían en París. Su padre, que se distinguía por sus ideas avanzadas, tenía un puesto de control y tasación de mercaderías que pierde con el regreso de los Borbones en 1815. Su hijo toma cursos de historia natural en el Jardin des Plantes y estudia medicina, alternando las disecciones en el anfiteatro y las discusiones políticas. 

## Carbonario y sansimoniano
Comienza a militar en los medios de extrema izquierda durante la Restauración, y en 1820, junto a Saint-Amand Bazard, Pierre Dugied y Nicolas Joubert, funda la logia masónica Los Amigos de la Verdad. En 1821 intenta sublevar los departamentos del este francés para tirar abajo a los Borbones, pero es arrestado en Metz y conducido a Colmar, donde es juzgado. Pero el juez Goldberg, a quien le gusta conversar de historia y arqueología con el detenido Buchez, se muestra comprensivo y se libra del juicio sin dificultades.

## Socialismo cristiano
Funda el 25 de septiembre de 1830 el Club de Amigos del Pueblo, junto a Flocon, Thierry y Léon Pilet. Poco después, ya abandonada la religión sansimoniana, rechaza el panteísmo que la caracteriza y vuelve a la fe católica, defendiendo un neocatolicismo que ubica en la base de sus teorías políticas. Publica el Journal des sciences morales et politiques (1831), que se transforma pronto en L’Européen, y trata de conciliar la doctrina católica ortodoxa con las teorías más democráticas. A pesar de su desconfianza con respecto a la Iglesia, es un iniciador del movimiento socialcristiano. 
Intenta lograr la asociación de los obreros en la producción, dando origen a las primeras cooperativas de trabajo, que se oponen a las tentativas comunistas de Robert Owen y a la organización industrial sansimoniana. Pero los grupos que logra fundar tienen una duración muy corta, a excepción de los joyeros, que sobrevive hasta 1873 sin haber conocido una gran extensión.

## Nacimiento de su notoriedad
Bajo la Monarquía de Julio, adquiere una gran notoriedad, tanto en el mundo católico como entre los demócratas y republicanos, con su Introduction à la science de l’histoire, ou science du développement de l’humanité (Introducción a la ciencia de la historia, o ciencia del desarrollo de la humanidad) en 1833, donde declara que el fundamento de la moral es un dato teológico, es decir, un dogma, y donde ataca el egoísmo de los gobiernos que no buscan otra cosa que su interés particular. También publica Essai d’un traité complet de philosophie du point de vue du catholicisme et du progrès social (Ensayo de tratado completo de filosofía desde el punto de vista del catolicismo y del progreso social) en 1830 y, sobre todo, L’histoire parlementaire de la révolution (Historia parlamentaria de la revolución), entre 1834 y 1840, en 40 volúmenes, compilación de debates de las asambleas, artículos de diarios, mociones de clubes, con comentarios propios intercalados, donde Buchez expone ampliamente sus ideas.

## Su carrera política
Después de la Revolución de 1848, en la cual no participa, y la instauración de la República, Garnier-Pagès lo elige como adjunto en la municipalidad de París. Buchez se ocupa entonces de la guardia nacional y de la conformación de los talleres nacionales, ideados por otro ex sansimoniano, Louis Blanc. Es electo representante del departamento del Sena (número 17 sobre 34) el 23 de abril de 1848 para la Asamblea Nacional, de la que será elegido presidente. Su discurso inaugural es ambicioso, pero su presidencia efectiva dura sólo ocho días, tras diversas críticas partidarias.
Durante las jornadas de junio de 1848, desgarrado por las luchas fratricidas entre el ejército y la guardia nacional, comandada por el general Cavaignac, ministro de guerra, y los obreros, se rehúsa a tomar las armas y sólo va a las barricadas para atender a los heridos.
Su fracaso en las elecciones legislativas de mayo de 1849 señala el fin de su corta carrera política. Opositor a Luis Napoleón Bonaparte, es incluso arrestado por poco tiempo el 2 de diciembre de 1851, en ocasión del golpe de Estado.

## Últimos años
Durante el imperio de Napoleón III, retorna a sus estudios, consagrándose particularmente a la redacción de Traité de politique et science sociale (Tratado de política y ciencia social). Solo y olvidado, muere en Rodez el 11 de agosto de 1865, a los 69 años. Su cuerpo es llevado a París y enterrado en el Cementerio de Père-Lachaise. Su última obra, que había quedado manuscrita, fue publicada por sus amigos un año después de su muerte.
- Datos: Q577445
- Multimedia: Philippe Buchez / Q577445